# Syed Nizamuddin Bin Sayed Khassim
 (novembre 2024).
Syed Nizamuddin bin Sayed Khassim (né en 1989) est un auteur et chroniqueur malaisien ; il contribue régulièrement au New Straits Times et au South China Morning Post en anglais, et à Berita Harian en malais. Il est également fonctionnaire administratif et diplomatique au sein du gouvernement malaisien. Il a cofondé MyDiplomacy, une initiative diplomatique axée sur la jeunesse malaisienne.

## Biographie
Syed Nizamuddin est né à Kuching, Sarawak, en Malaisie. Il a poursuivi ses études supérieures à l'Université d'Oxford grâce à la bourse Merdeka de la Yayasan Khazanah, où il a obtenu un Masters in Diplomatic Studies du Kellogg College. Il est également titulaire d'une maîtrise en administration publique (MPA) de l'Université de Malaisie,.

## Carrière
Syed Nizamuddin a servi au ministère des Affaires étrangères pendant 10 ans et a travaillé à l'ambassade de Malaisie à Paris en tant que premier secrétaire, période pendant laquelle il contribue en tant que chroniqueur au New Straits Times, période durant laquelle il s'est penché sur la politique française. Il a également largement contribué au discours diplomatique de la Malaisie à travers ses articles dans des publications telles que le South China Morning Post, Diplomatic Voice de l'Institut de diplomatie et de relations étrangères de Malaisie (IDFR) et le New Straits Times.
Il est connu pour ses écrits sur les stratégies géopolitiques de la Malaisie, en particulier son approche visant à équilibrer ses relations avec les grandes puissances mondiales comme la Chine et les États-Unis. Dans ses articles et commentaires, Syed Nizamuddin plaide pour la poursuite de la pratique de longue date de la Malaisie en matière de « couverture » géopolitique, mettant l'accent sur une politique étrangère équilibrée qui évite les alignements avec la Chine ou les États-Unis,.

## Diplomatie infranationale et plaidoyer
Syed Nizamuddin a également joué un rôle important dans la défense de la diplomatie de décentralisation, en particulier pour son État d'origine, le Sarawak, en Malaisie. Il a fait valoir que le Sarawak est déjà engagé dans diverses initiatives diplomatiques par le biais d'agences telles que Sarawak Energy et le Sarawak Trade and Tourism Office Singapore (STATOS), et devrait donc mieux gérer son rôle dans les affaires internationales, à l'instar des entités infranationales d'autres pays tels que le Québec, la Bavière et la Flandre,. La proposition a suscité un large débat parmi les décideurs politiques et les universitaires du Sarawak,,.

## Initiative MyDiplomacy
En 2019, Syed Nizamuddin a cofondé MyDiplomacy, une initiative visant à autonomiser la jeunesse malaisienne en leur offrant la possibilité de s'engager dans des initiatives diplomatiques. Ce mouvement vise à doter la prochaine génération de diplomates des compétences et de l’expérience nécessaires pour prospérer dans les relations internationales.

## En écrivant
Syed Nizamuddin écrit sur un large éventail de sujets, de la géopolitique,,, à l'actualité,, et aux intérêts humains. Son point de vue sur la diplomatie infranationale en particulier a suscité une attention médiatique importante au Sarawak,. James Chin, professeur d'études asiatiques à l'Université de Tasmanie, soutient l'idée, soulignant qu'elle s'aligne sur les pratiques de pays comme l'Australie et le Canada, permettant au Sarawak de gérer les relations commerciales plus directement. Cependant, le professeur Datuk Jayum Jawan de l'Universiti Kebangsaan Malaysia  s'oppose à la proposition, estimant qu'elle pourrait compromettre le fédéralisme en Malaisie, car les affaires étrangères, qui dépassent largement les simples intérêts économiques, devraient demeurer sous la responsabilité du gouvernement fédéral.

## Livres
- « Pantun ; Sastera Agung Bangsa Melayu » dans Kitab Tamadun Melayu (The Patriots Publisher, 2022)